# Języki camacan
Języki camacán – rodzina wymarłych rdzennych języków Brazylii. Są klasyfikowane w obrębie fyli makro-ge.

## Klasyfikacja
- † język catethoi
- † język masacara
- † język menian
- † język mongoyo
- † język monshoco